# Чаплиньская, Зофья
Зофья Чаплиньская (пол. Zofia Czaplińska; 29 сентября 1866, Варшава, Царство Польское, Российская империя — 27 февраля 1940, Варшава) — польская актриса

 театра и кино, танцовщица
.

## Биография

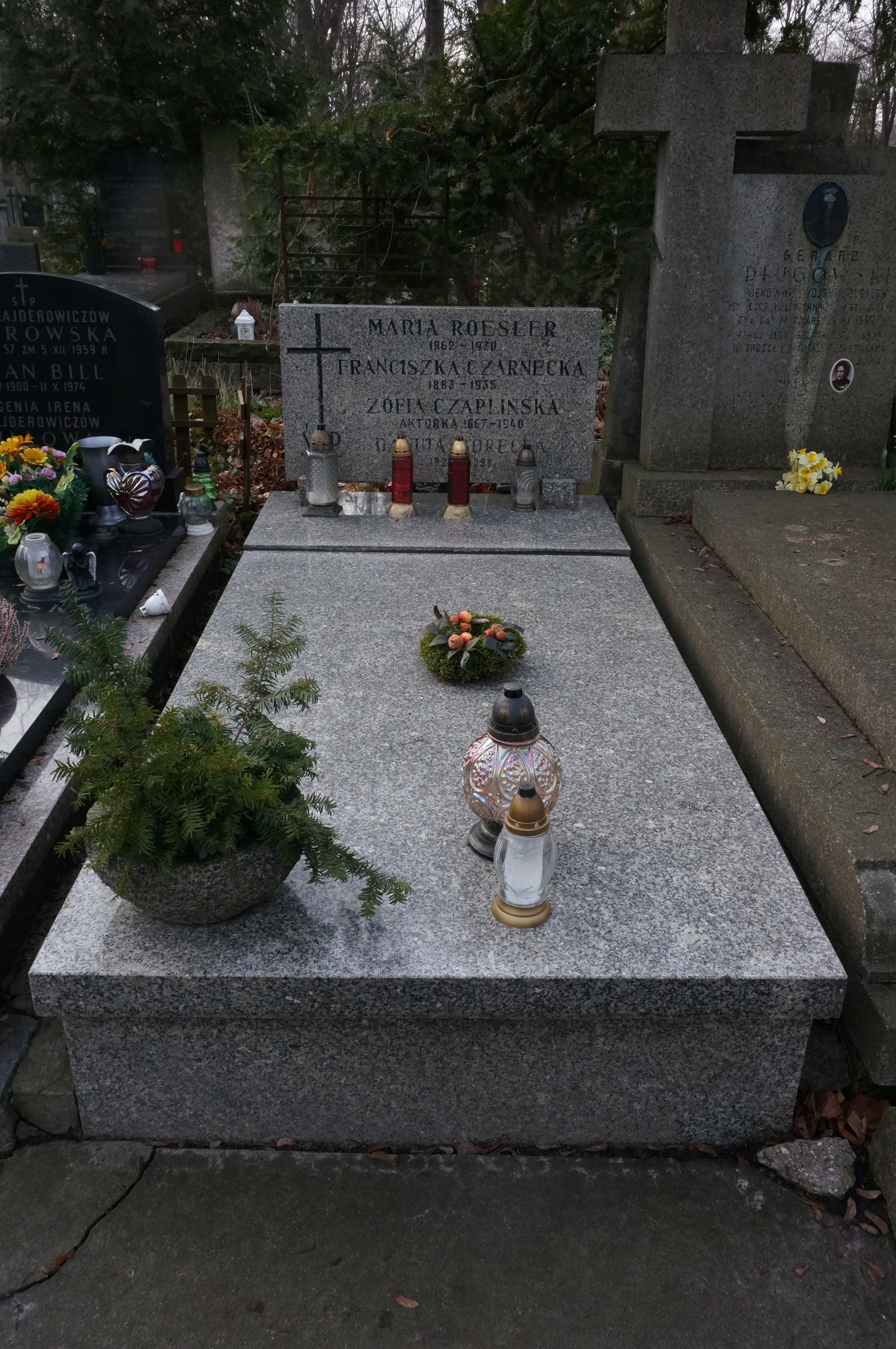
Могила З. Чаплиньской на кладбище Старые Повонзки

Танцевать начала с детства, около 1879 года выступала на варшавской сцене. Выступала во многих театрах Польши, начиная с летних театров Варшавы, затем во Львове, Кракове, Лодзи и Познани.
В 1900 году отправилась в США, где организовала в Нью-Йорке польскую театральную труппу, с которой намеревалась выступать в польской общине, но спектакли не состоялись, и актриса вернулась на родину. Продолжила играть в театральных сценах многих польских городов, дольше всего в Варшаве, Кракове и Львове.
С 1926 года снималась в кино. Исполнила роли в 6 фильмах, в том числе немых.

## Фильмография
- 1926 — О чём не думают / O czym się nie myśli
- 1928 — Дикарка / Dzikuska — мать Леского
- 1933 — Десять процентов мне / Dziesięć procent dla mnie — мама Патык
- 1934 — Разве Люцина девушка? / Czy Lucyna to dziewczyna? — Малгося, няня Люцины
- 1935 — Две Иоаси / Dwie Joasie — Янова, домработница Ростальского
- 1938 — Мои родители разводятся / Moi rodzice rozwodzą się — Урсула Пшендовская, бабушка Стаси

## Награды
- 1931 — Золотой Крест Заслуги
- 1938 — Серебряные Академические лавры

Похоронена на кладбище Старые Повонзки.